# أفرو 627 طائرة بريد
أفرو 627 طائرة بريد (بالإنجليزية: Avro 627 Mailplane) هي نموذج طائرة بريد، ذات سطحين وبمحرك واحد. أنتجت في المملكة المتحدة. من صناعة أفرو. كان أول طيران لها في 1931، وصنع منها نموذج واحد فقط.